# Ký gửi
Ký gửi (tiếng Anh: consignment) là hành vi ủy thác, giao lại cho người khác hoặc phí đại lý, lưu ký hoặc chăm sóc bất kỳ vật liệu hoặc hàng hóa nào nhưng vẫn giữ quyền sở hữu hợp pháp cho đến khi vật liệu hoặc hàng hóa được bán. Điều đó có thể được thực hiện cho mục đích vận chuyển hàng hóa, chuyển hàng hóa để bán đấu giá hoặc dự định hàng hóa sẽ được bán trong một cửa hàng (một cửa hàng ký gửi).
Động từ " ký gửi " có nghĩa là "gửi" và do đó, danh từ "ký gửi " có nghĩa là "gửi hàng hóa cho người khác". Trong trường hợp " ký gửi bán lẻ " hoặc " ký gửi bán hàng " (thường chỉ được gọi là "hàng ký gửi"), hàng hóa được gửi đến đại lý cho mục đích bán hàng. Quyền sở hữu của những hàng hóa này vẫn thuộc về người gửi. Các đại lý bán hàng hóa thay mặt người gửi theo hướng dẫn. Người gửi hàng hóa được gọi là " người gửi hàng " và đại lý ủy thác việc trông coi và chăm sóc hàng hóa được gọi là " người nhận ký gửi ".

## Tính năng, đặc điểm
- Trong thỏa thuận ký gửi việc sở hữu chuyển hàng hóa từ bên này sang bên khác.
- Mối quan hệ giữa hai bên là của [người ký gửi] và [người nhận ký gửi], không phải của người mua và người bán.
- Người gửi hàng có quyền nhận tất cả các chi phí liên quan đến hàng ký gửi.
- Người nhận hàng không chịu trách nhiệm về thiệt hại của hàng hóa trong quá trình vận chuyển hoặc bất kỳ thủ tục nào khác.
- Hàng hóa được bán với rủi ro của người gửi hàng chỉ có lãi hoặc lỗ thuộc về người gửi hàng.

Người gửi hàng ký gửi hàng hóa cho người nhận hàng chỉ chuyển quyền sở hữu, không phải quyền sở hữu đối với hàng hóa cho người nhận hàng. Người gửi hàng giữ lại tiêu đề cho hàng hóa. Người nhận hàng sở hữu hàng hóa phải tin tưởng. Nếu người nhận hàng chuyển đổi hàng hóa thành mục đích sử dụng không được dự tính trong hợp đồng ký gửi, chẳng hạn như bằng cách bán chúng và giữ tiền bán hàng cho người nhận hàng, tội phạm tham ô đã được thực hiện.
Ký gửi (tiếng Anh: consignment) từ xuất phát từ tiếng Pháp consigner, có nghĩa là "giao hoặc truyền", ban đầu từ consignor trong tiếng Latinh "để đóng dấu", như đã được thực hiện với các tài liệu chính thức ngay trước khi được gửi.
1. để đổi lấy dịch vụ của người nhận ký gửi, hoa hồng được trả cho anh ta

## Cửa hàng đồ cũ
"Cửa hàng ký gửi" là một thuật ngữ của Mỹ cho các cửa hàng bán đồ cũ đã bán hàng đã qua sử dụng cho chủ sở hữu (người gửi hàng), thường với chi phí thấp hơn so với hàng mới. Không phải tất cả các cửa hàng đồ cũ là cửa hàng ký gửi. Trong các cửa hàng ký gửi, người ta thường hiểu rằng người nhận hàng (người bán) trả tiền cho người gửi hàng (người sở hữu món hàng) một phần tiền thu được từ việc bán hàng. Thanh toán không được thực hiện cho đến khi và trừ khi mặt hàng bán. Các cửa hàng như vậy được tìm thấy trên khắp thế giới. Chúng có thể là chuỗi cửa hàng, như Buffalo Exchange hoặc các cửa hàng cá nhân. Người gửi hàng giữ lại tiêu đề cho mặt hàng và có thể kết thúc sự sắp xếp bất cứ lúc nào bằng cách yêu cầu trả lại. Thời gian quy định thường được sắp xếp sau đó nếu mặt hàng không bán, chủ sở hữu dự kiến sẽ lấy lại (nếu không được thu hồi trong một khoảng thời gian xác định, người bán có thể loại bỏ mặt hàng đó theo quyết định).
Hàng hóa thường được bán thông qua các cửa hàng ký gửi bao gồm đồ cổ, dụng cụ thể thao, ô tô, sách, quần áo (đặc biệt là trẻ em, thai sản và quần áo cưới, thường không bị hao mòn), đồ nội thất, súng, nhạc cụ, nhạc cụ, dụng cụ, dù lượn và đồ chơi. eBay, các cửa hàng bán lẻ và người bán hàng trực tuyến thường sử dụng mô hình ký gửi hàng hóa. Phòng trưng bày nghệ thuật cũng vậy, thường hoạt động như người nhận hàng của nghệ sĩ.
Quá trình ký gửi có thể được tạo điều kiện thuận lợi hơn bằng cách sử dụng các ứng dụng kiểm kê hàng tồn kho do nhà cung cấp (VMI) và các ứng dụng kiểm kê khách hàng (CMI) do khách hàng quản lý. VMI là mô hình kinh doanh cho phép nhà cung cấp trong mối quan hệ giữa nhà cung cấp và khách hàng lập kế hoạch và kiểm soát hàng tồn kho cho khách hàng và CMI cho phép khách hàng trong mối quan hệ có quyền kiểm soát hàng tồn kho.
Cửa hàng ký gửi khác với cửa hàng từ thiện hoặc cửa hàng tiết kiệm, trong đó chủ sở hữu ban đầu giao cả quyền sở hữu vật chất và quyền sở hữu hợp pháp cho mặt hàng dưới dạng quyên góp từ thiện, và người bán giữ lại tất cả tiền thu được từ việc bán. Chúng cũng khác với các cửa hàng cầm đồ trong đó chủ sở hữu ban đầu có thể từ bỏ quyền sở hữu vật chất (nhưng không phải là quyền sở hữu hợp pháp) của vật phẩm để đổi lấy khoản vay và sau đó lấy lại vật phẩm khi trả nợ bằng lãi suất (hoặc nếu không trả lại quyền sở hữu hợp pháp cho vật phẩm) hoặc cách khác có thể từ bỏ cả sở hữu vật chất và quyền sở hữu hợp pháp để thanh toán ngay lập tức; cửa hàng cầm đồ sẽ giữ lại tất cả số tiền thu được từ bất kỳ lần bán tiếp theo nào.
Ở Anh, thuật ngữ "ký gửi" không được sử dụng và các cửa hàng ký gửi bán quần áo phụ nữ được gọi là "đại lý trang phục ". Mặc dù các loại cửa hàng ký gửi khác tồn tại, không có thuật ngữ chung cho chúng.

### Thủ tục
Một người gửi hàng mang đồ cũ đã được xem xét.
Sau khi xem xét, người nhận hàng sẽ trả lại những mặt hàng được coi là không phù hợp để bán lại cho người gửi hàng (chẳng hạn như các mặt hàng hoặc vật phẩm bị rách hoặc bẩn được coi là hàng giả, không thể bán trong một số khu vực pháp lý), chấp nhận bán lại giá bán lại, phần của người nhận hàng và thời gian các mặt hàng sẽ được giữ để bán.
Khi các mặt hàng của người gửi hàng bán (hoặc trong một số trường hợp, sau khi thời gian thỏa thuận kết thúc), người nhận hàng sẽ chia một phần lợi nhuận và trả cho người gửi hàng phần. Các mặt hàng không được bán được trả lại cho người gửi hàng (người phải lấy chúng trong một thời gian quy định hoặc bị mất quyền sở hữu đối với họ; trong một số trường hợp, người gửi hàng có thể đồng ý trước để cho phép người nhận hàng quyên góp cho tổ chức từ thiện).

## Kế toán
Khi một nhà cung cấp (người gửi hàng) cung cấp hàng hóa ký gửi cho nhà phân phối (người nhận hàng) thì doanh thu không thể được ghi nhận khi kiểm soát đã được chuyển. Điều này có thể xảy ra khi hết thời hạn ký gửi hoặc bán một mặt hàng cho người tiêu dùng cuối cùng. SEC đã cung cấp các ví dụ về sắp xếp lô hàng trong câu hỏi 2 của SAB Topic 13. A.2 bao gồm các mục sau:
- Nghĩa vụ thanh toán của khách hàng hoàn toàn được miễn cho đến khi tiêu thụ hoặc bán
- Người bán có nghĩa vụ phải bán lại
- Giá mua lại tồn tại sẽ được điều chỉnh để giữ chi phí và lãi

Mã hóa chuẩn mực kế toán (ASC) 606-10-55-80 (được triển khai cho các công ty đại chúng ngày 15 tháng 12 năm 2017) cung cấp ba chỉ số về sự hiện diện của sự sắp xếp lô hàng cung cấp các nguyên tắc đằng sau các ví dụ mà SEC đã nêu ra. Các chỉ số này như sau:
- Nhà cung cấp kiểm soát sản phẩm cho đến khi xảy ra một sự kiện cụ thể, chẳng hạn như bán cho khách hàng cuối hoặc cho đến khi hết thời gian quy định.
- Nhà cung cấp có thể yêu cầu trả lại sản phẩm hoặc chuyển giao sản phẩm cho bên thứ ba.
- Người nhận hàng không có nghĩa vụ thanh toán vô điều kiện cho sản phẩm (mặc dù có thể phải trả tiền đặt cọc).

Danh sách các chỉ số sắp xếp ký gửi này không bao gồm tất cả, vì vậy các công ty cũng nên xem xét các chỉ số khác về chuyển giao quyền kiểm soát được tìm thấy trong ASC 606-10-25-30.